# Station Princes Risborough
Princes Risborough is een spoorwegstation van National Rail in Princes Risborough, Wycombe in Engeland. Het station is eigendom van Network Rail en wordt beheerd door Chiltern Railways. 